# 1209
Năm 1209 là một năm trong lịch Julius.

## Sự kiện
- Đại học Cambridge được thành lập.
- Cầu London hoàn thành.
- Thành Cát Tư Hãn chinh phục Tây Hạ
- Quân đội của Vương quốc Gruzia cuộc tấn công các công quốc Hồi giáo ở phía bắc Iran.